# Gesta Hungarorum
Con Gesta Hungarorum, o Gesta degli ungheresi, si indica il più antico testo scritto sopravvissuto dedicato alla storia dell'Ungheria. Redatte per «tramandare gli eventi ai posteri», il genere a cui appartengono, più che a quello delle cronache, andrebbe ricondotto alle canzoni di gesta, un genere letterario tipico del Medioevo. L'autore, che risulta ad oggi sconosciuto, è convenzionalmente e semplicemente chiamato "anonimo" nelle opere accademiche: si trattava probabilmente di un notaio che era stato in vita alla corte di un re di nome Béla, verosimilmente Béla III (al potere dal 1173 al 1196). Secondo la maggior parte degli storici, l'opera fu completata all'inizio del XIII secolo. Le Gesta sopravvivono per mezzo di un unico manoscritto della seconda parte del XIII secolo, custodito per secoli a Vienna; attualmente, esso fa parte della collezione della biblioteca nazionale Széchényi a Budapest.
Il soggetto principale delle Gesta riguarda la conquista magiara del bacino dei Carpazi a cavallo tra il IX e il X secolo e, in secondo luogo, l'origine degli ungari, identificati come discendenti del regno medievale degli antichi sciti. Molte delle fonti alla base dell'opera sono state ad oggi identificate dagli studiosi: tra queste figurano la Bibbia, le Etymologiae di Isidoro di Siviglia, l'Exordia Scythica del VII secolo, il Chronicon di Regino di Prüm della fine del IX secolo e i primi romanzi medievali dedicati ad Alessandro Magno. L'anonimo ricorreva anche a canti popolari e a ballate quando compilò il suo lavoro. Egli era a conoscenza di una versione della "Cronaca ungherese" del tardo XI secolo, il cui testo è stato parzialmente conservato nella sua fatica e nelle cronache successive, ma la sua narrazione della conquista ungara differisce dalla versione fornita dalle altre cronache. L'anonimo non menziona nessuno degli avversari dei conquistatori magiari noti da fonti scritte intorno al 900, mentre riferisce della lotta contro sovrani sconosciuti da altre opere. Secondo una teoria accademica, egli ricorse a dei toponimi per denominare gli avversari degli ungari.

## Descrizione

### Contesto storico

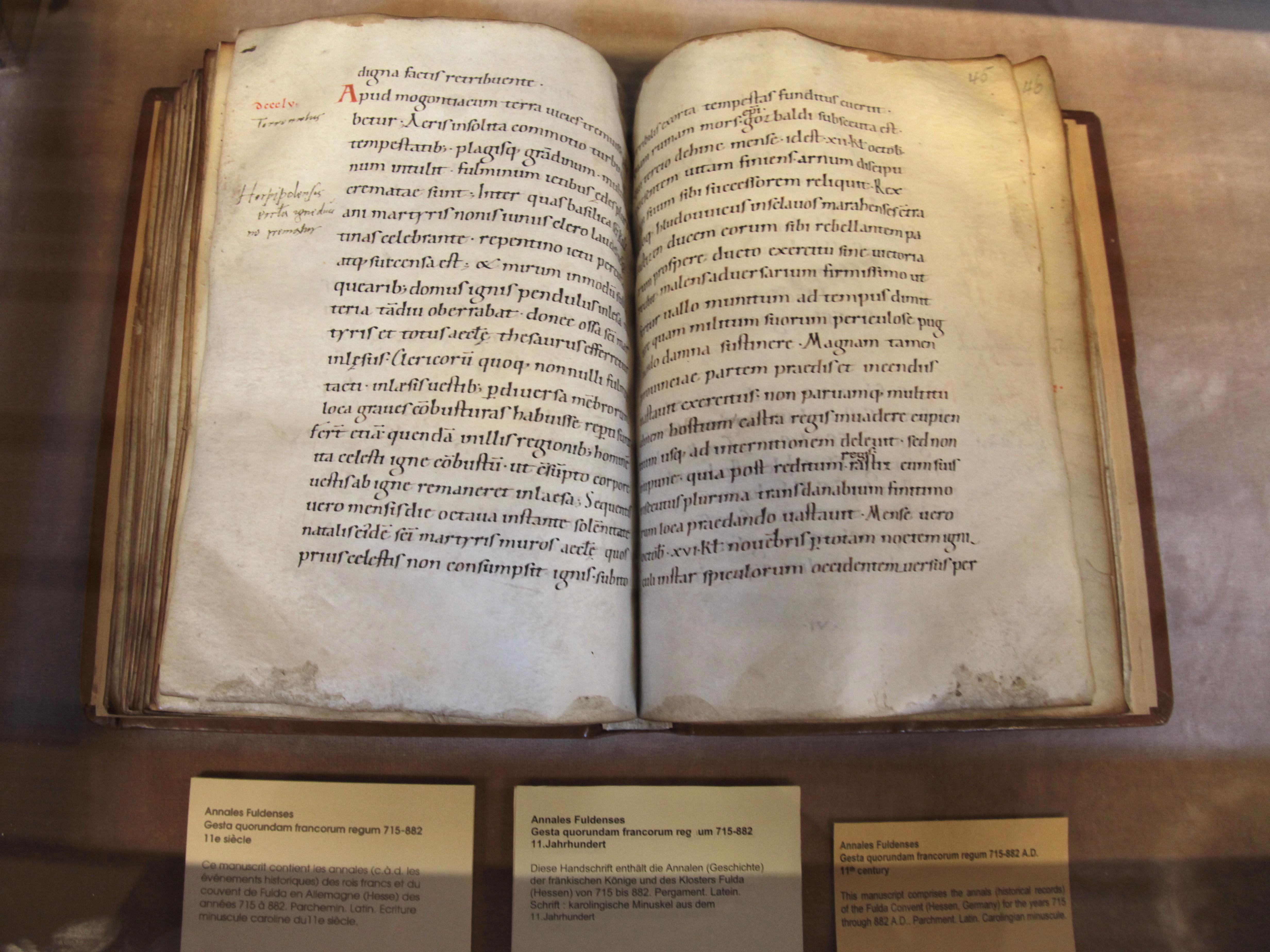
Una copia dell'XI secolo degli Annali di Fulda, un'importante fonte contemporanea della conquista magiara del bacino dei Carpazi

Sebbene pare che gli ungari usassero un proprio alfabeto prima di adottare il cristianesimo nell'XI secolo, la maggior parte delle informazioni della loro storia antica si deve ad autori musulmani, bizantini dell'Europa occidentale. Gli Annali di Fulda, il Chronicon di Regino di Prüm, e il De administrando imperio dell'imperatore Costantino VII Porfirogenito forniscono resoconti coevi o quasi della loro conquista del bacino dei Carpazi, avvenuta a cavallo del IX e X secolo. La tradizione orale, soprattutto grazie a canti e ballate, permise la conservazione della memoria da parte degli ungheresi dei più importanti eventi storici. La Chronica Picta affermava esplicitamente che i "sette capi" che guidavano gli ungari durante la conquista "componevano versi incentrati sulle proprie gesta e li cantavano alle loro genti per guadagnarsi fama e far conoscere i propri nomi lontano dai loro confini, in modo che i posteri potessero vantarsi con le realtà vicine e suscitare ammirazione negli amici".
Le Gesta Hungarorum, o Gesta degli ungheresi, rappresentano la più antica cronaca ungherese sopravvissuta fino ai giorni nostri. L'argomento principale su cui è incentrata l'opera riguarda la conquista della pianura pannonica (o bacino carpatico), narrando altresì il contesto storico e le conseguenze immediate del loro insediamento definitivo. Molti storici, inclusi Carlile Aylmer Macartney e András Róna-Tas, concordano sul fatto che la cronaca di Simone di Kéza, la Chronica Picta e altre opere composte nei secoli XIII-XV hanno conservato testi redatti prima del completamento delle Gesta. Si ipotizza che la prima "Cronaca ungherese" sia stata completata nella seconda metà dell'XI secolo o all'inizio del XII secolo. Inoltre, l'esistenza di questa antica opera è attestata da fonti successive. Un resoconto di Riccardo di un viaggio compiuto da un gruppo di frati domenicani nei primi anni 1230 si riferisce a una cronaca, Le gesta dei cristiani ungheresi, che conteneva informazioni inerenti a una terra orientale indicata come Magna Hungaria. La Chronica Picta del 1358 si riferisce agli "antichi libri sulle gesta degli Ungari" in connessione con le rivolte pagane dell'XI secolo. La prima "Cronaca ungherese" era stata ampliata e riscritta più volte nel XII-XIV secolo, ma il suo contenuto può essere ricostruito solo sulla base di scritti del XIV secolo.

### L'autore

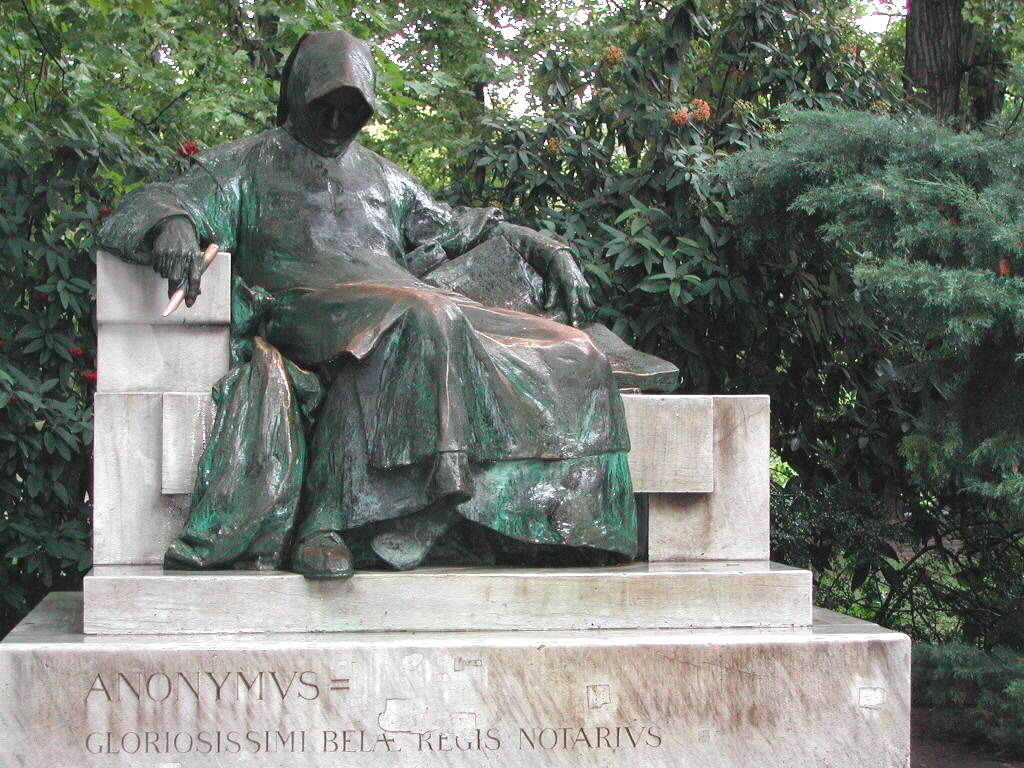
Statua del XX secolo dell'anonimo autore delle Gesta Hungarorum nel castello di Vajdahunyad a Budapest

L'autore delle Gesta Hungarorum è conosciuto semplicemente come "anonimo" sin dalla pubblicazione della prima traduzione ungherese della sua opera nel 1790. L'autore si firmava, nella frase di apertura delle Gesta, come "P, detto magister, una volta notaio del più glorioso Béla, re d'Ungheria di buona memoria". L'identificazione di quale re Béla si trattasse è oggetto di dibattito accademico, perché quattro monarchi ungheresi adoperarono tale denominazione: ad ogni modo, la maggioranza degli storici ritiene probabile si trattasse di Béla III d'Ungheria, morto nel 1196. Alcuni hanno collegato l'identità dello scrittore a Pietro, vescovo di Győr.
L'anonimo dedicò il suo lavoro a "l'uomo più venerabile N", che era stato suo compagno di studi in una scuola non specificata. È probabile che da giovane egli si fosse formato in Francia, probabilmente Parigi o Orleans. Inoltre, affermava di aver provato entusiasmo nel leggere la Storia di Troia, un'opera attribuita a Darete Frigio, che godette di una discreta popolarità nel Medioevo. Un ulteriore riferimento si faceva a un'opera della guerra di Troia che aveva "raccolto amorevolmente in un unico volume", su istruzioni dei suoi mecenati. L'autore anonimo dichiarava di aver deciso di scrivere della "genealogia dei re di Ungheria e dei nobili di quella terra", non essendo egli a conoscenza di alcun resoconto di una certa fattura della conquista magiara. Secondo gli studiosi che identificano l'anonimo come notaio del re Béla III, questi scrisse le sue Gesta intorno al 1200 o nei primi decenni del XIII secolo, cioè quando ormai non poteva più operare alla corte del sovrano.
Lo studio dei toponimi menzionati nelle Gesta suggerisce che lo scrittore avesse una conoscenza dettagliata sia della regione più ampia di Óbuda che dell'isola Csepel (all'interno e a sud dell'attuale Budapest) e delle terre lungo i corsi superiori del fiume Tibisco. Ad esempio, questi citava una dozzina di luoghi tra insediamenti, corsi d'acqua e punti di attraversamento migliori nella prima regione, compreso "un piccolo fiume che scorre attraverso un canale di pietra" ad Óbuda. Non si riportano invece informazioni sulle parti meridionali e orientali della Transilvania.

### Il manoscritto

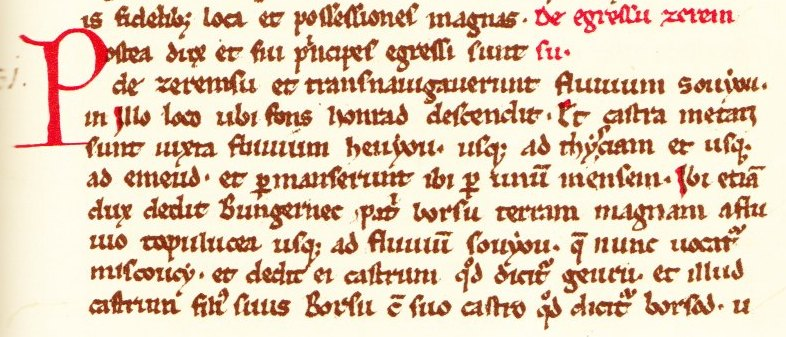
Il capitolo 31 delle Gesta Hungarorum

L'opera è sopravvissuta grazie a un unico manoscritto. Il codice ha la dimensione di 17x24 cm di dimensione e contiene 24 pagine in formato in folio, incluse due bianche. La prima pagina del codice originariamente conteneva l'incipit delle Gesta: in seguito, per errori eseguiti dallo scrivano durante la fase di scrittura del testo, questa è stata cancellata. L'opera è stata realizzata in scrittura gotica e lo stile delle lettere e delle decorazioni, compreso il capolettera iniziale in prima pagina, lascia intuire che il lavoro fu completato a metà o nella seconda parte del XIII secolo. Gli errori di scrittura suggeriscono che il manoscritto esistente sia una copia dell'opera originale. È il caso di quando l'autore riporta Cleopatram invece di Neopatram nel testo che narra un'incursione ungara nell'impero bizantino, malgrado il contesto mostri chiaramente che l'anonimo delle Gesta si riferiva a Neopatras (ora Ypati in Grecia).
La storia del manoscritto fino all'inizio del XVII secolo rimane sconosciuta: si sa invece che, tra il 1601 e il 1636, esso entrò a far parte della collezione della biblioteca nazionale di Vienna. In quel frangente storico, il bibliotecario di corte Sebastian Tengnagel lo registrava con il titolo di Historia Hungarica de VII primis ducibus Hungariae auctore Belae regis notario ("Storia ungherese dei primi sette principi d'Ungheria scritta dal notaio di re Béla"). Tengnagel aggiunse più tardi i numeri ai fogli e ai capitoli. Il codice fu rilegato con una copertina in pelle, impressa con un'aquila bicipite, alla fine del XVIII secolo. Il manoscritto, trasferito in Ungheria nel 1933 o 1934, è conservato attualmente presso la biblioteca nazionale Széchényi a Budapest.

## Caratteristiche

### La struttura
Le Gesta constano di un prologo e di 57 capitoli.
Nel prologo, l'anonimo si presenta e dichiara di aver deciso di scrivere la sua opera allo scopo di mettere per iscritto la storia antica degli ungari e la loro conquista della pianura pannonica. Inoltre, dichiara di voler riferire della genealogia della dinastia reale degli Arpadi e delle famiglie aristocratiche del Regno d'Ungheria.
I primi sette capitoli descrivono la leggendaria patria dei magiari, menzionata come Scizia o Dentumoger, e la loro partenza da quella terra. Secondo Macartney, il primo capitolo si basa sulla "Cronaca ungherese" del tardo XI secolo e contiene interpolazioni tratte dall'Exordia Scythica e dalla cronaca di Regino di Prüm. Il secondo capitolo riferisce che gli ungari dovevano il loro nome alla città di "Hunguar" (attuale Užhorod, in Ucraina). Il terzo capitolo narra della tradizione precristiana totemistica dei primi Arpadi, narrando il sogno di Emese e del falco che la fecondava prima della nascita di suo figlio, Álmos. La sezione successiva descrive Álmos, riferendo che era "più potente e più saggio di tutti i principi della Scizia", una testimonianza questa dovuta forse alla tradizione orale o alla formulazione comune di documenti giuridici contemporanei. Il quinto capitolo si concentra sull'elezione di Álmos al ruolo di "capo e maestro" degli ungari, riferendo di una cerimonia pagana al momento della sua salita al potere. In questa sezione, l'anonimo afferma che i magiari "scelsero di cercare da sé la regione della Pannonia di cui avevano sentito parlare e che sapevano fosse stata in mano a Re Attila", personaggio ritenuto dall'autore un antenato di Álmos. Il capitolo successivo narra il giuramento che i capitribù ungari fecero dopo l'elezione di Álmos, inclusa la conferma del diritto ereditario dei discendenti di quest'ultimo a governare e il diritto dei suoi elettori e della progenie dei suoi elettori a ricoprire le più alte cariche del regno. Nel settimo capitolo, l'anonimo si lascia andare a un'accorata descrizione della partenza degli ungari dalla Scizia e del compimento del loro percorso attraverso il fiume "Etil" e dalla "Rus', detta Suzdal" a Kiev.
Le successive quattro sezioni delle Gesta descrivono le lotte accadute contro il popolo dei Rus' e dei "Cumani". Secondo Macartney, resoconto dell'autore sul passaggio dei suoi antenati da Kiev si basava sull'antica "cronaca ungherese". Dei riferimenti alla marcia dall'attuale capitale ucraina in direzione della pianura pannonica si possono individuare anche nella Cronaca degli anni passati, oltre che nelle cronache di Simone di Kéza ed Enrico di Mügeln. Nel tentativo di rendere il suo lavoro più accattivante, a giudizio di Macartney, l'anonimo integra queste informazioni con vivide scene di lotta selezionate dalla Storia di Troia e dai romanzi su Alessandro Magno. L'anonimo racconta di un'alleanza tra il popolo dei Rus' e dei "Cumani" in chiave anti-magiara. Macartney, Györffy, Spinei e molti altri storici concordano nell'interpretare erroneamente il termine in lingua ungherese kun, che originariamente designava tutti i popoli turchi nomadi, identificandoli erroneamente con i kun citati da una delle sue fonti con i cumani del suo tempo. Quest'ultimo aveva almeno due volte preso le parti dei principi della Rus' contro i sovrani ungheresi nel XII secolo, il che giustifica l'errore dell'autore basso-medievale. Il nono capitolo delle Gesta descrive la sottomissione dei principi Rus' e dei "Cumani" alla spada di Álmos. Si testimonia inoltre di sette capi cumani unitisi ai magiari, i quali potrebbero, secondo Györffy, aver conservato la memoria dell'integrazione dei Cabari (un gruppo ribelle che viveva tra i Cazari) nell'alleanza tribale ungara e la tradizione orale sull'etnia delle famiglie nobili di origine cabara.

### Le fonti
Menestrelli e cantanti popolari che recitavano canti eroici erano figure ben note dell'età in cui visse l'anonimo. Questi si riferiva esplicitamente alle "rime biascicanti dei menestrelli e ai racconti spuri dei contadini che non hanno dimenticato le gesta coraggiose e le guerre degli ungheresi" anche ai suoi tempi. Come si comprende dal tono, il riferimento non nascondeva un velo di disprezzo per la tradizione orale, in quanto, a giudizio dell'autore, sarebbe "oltremodo ingiurioso e del tutto sconveniente per il così nobile popolo d'Ungheria apprendere e udire, come se si stesse cercando di prender sonno, l'epopea dei loro avi, del loro coraggio e delle loro gesta da falsi racconti". Tuttavia, gli elementi stilistici (comprese le ripetizioni formule che si trovano nel suo testo) implicano che occasionalmente anch'egli dovette ricorrere a canti eroici. Secondo Kristó, la leggenda del sogno di Emese sul "falco che sembrava venire da lei e inseminarla" appare uno dei motivi presi in prestito dalla tradizione orale.
L'autore, come sostiene Macartney, affermò di "fare affidamento esclusivamente su fonti scritte, in quanto le sole affidabili", quando elaborò il suo lavoro. Tra i suoi punti di riferimento, egli menzionava esplicitamente la Bibbia e la Storia di Troia di Darete Frigio. Secondo gli storici Martyn Rady e László Veszprémy, prendendo in prestito passaggi da quest'ultimo testo, egli adottò la "struttura generale di resoconti brevi, ma informativi, che nominano importanti protagonisti e eventi principali". L'anonimo si riferiva anche a "uomini di cultura che riportano le gesta dei Romani" nel raccontare la storia degli sciti. Stando a Kristó, Györffy e Thoroczkay, l'autore ovviamente aveva letto la cosiddetta Exordia Scythica ("Genesi scita"), un compendio del VII secolo di un'opera di uno storico del II secolo, Giustino.
L'anonimo ricorse altresì al Chronicon di Regino di Prüm, menzionato nelle sue Gesta con la formula "gli annali delle cronache". Dall'analisi dei contenuti, si intuisce come sposò il punto di vista di Regino di Prüm sugli sciti, il quale intravedeva in quel popolo gli antenati degli ungheresi. Si trattava, comunque sia, della ripresa di una fonte errata, ma varie inesattezze si rintracciano pure in altri passaggi. Nello specifico, si pensi al riferimento ai "confini dei Carantani lungo il Mura" (Carinthinorum Moroanensium fines), malgrado il cronista tedesco indicasse invece la "terra dei Carinzi, la Moravia" (Carantenorum, Marahensium ... multe): evidentemente, l'anonimo non aveva compreso il riferimento di Regino di Prüm ai moravi.
I prestiti diretti dovuti alle Etymologiae di Isidoro di Siviglia, al Rationes dictani prosaice di Ugo di Bologna e ai romanzi medievali su Alessandro Magno dimostrano che l'anonimo fosse a conoscenza di queste opere. Secondo Macartney, le coincidenze testuali dimostrano che il presunto notaio di Béla III adottò parti delle cronache della fine del XII secolo che narravano la terza crociata compiuta da Federico Barbarossa. Ad esempio, le descrizioni fornite sui tornei sembrano essere state copiate dalla Chronica Slavorumdi Arnoldo di Lubecca.
L'anonimo ricorse anche all'antica "Cronaca ungherese" o alle fonti a cui essa di rifaceva. Tuttavia, ci sono differenze tra la narrazione compiuta dall'anonimo della conquista ungherese e quella di altre opere che riportano testi dell'antica cronaca. Ad esempio, la Chronica Picta descriveva dell'arrivo degli ungari in Transilvania attraverso i Carpazi da est, malgrado l'autore anonimo raccontava dell'invasione della Transilvania attraverso le valli dei monti Meseş da ovest in una fase successiva.

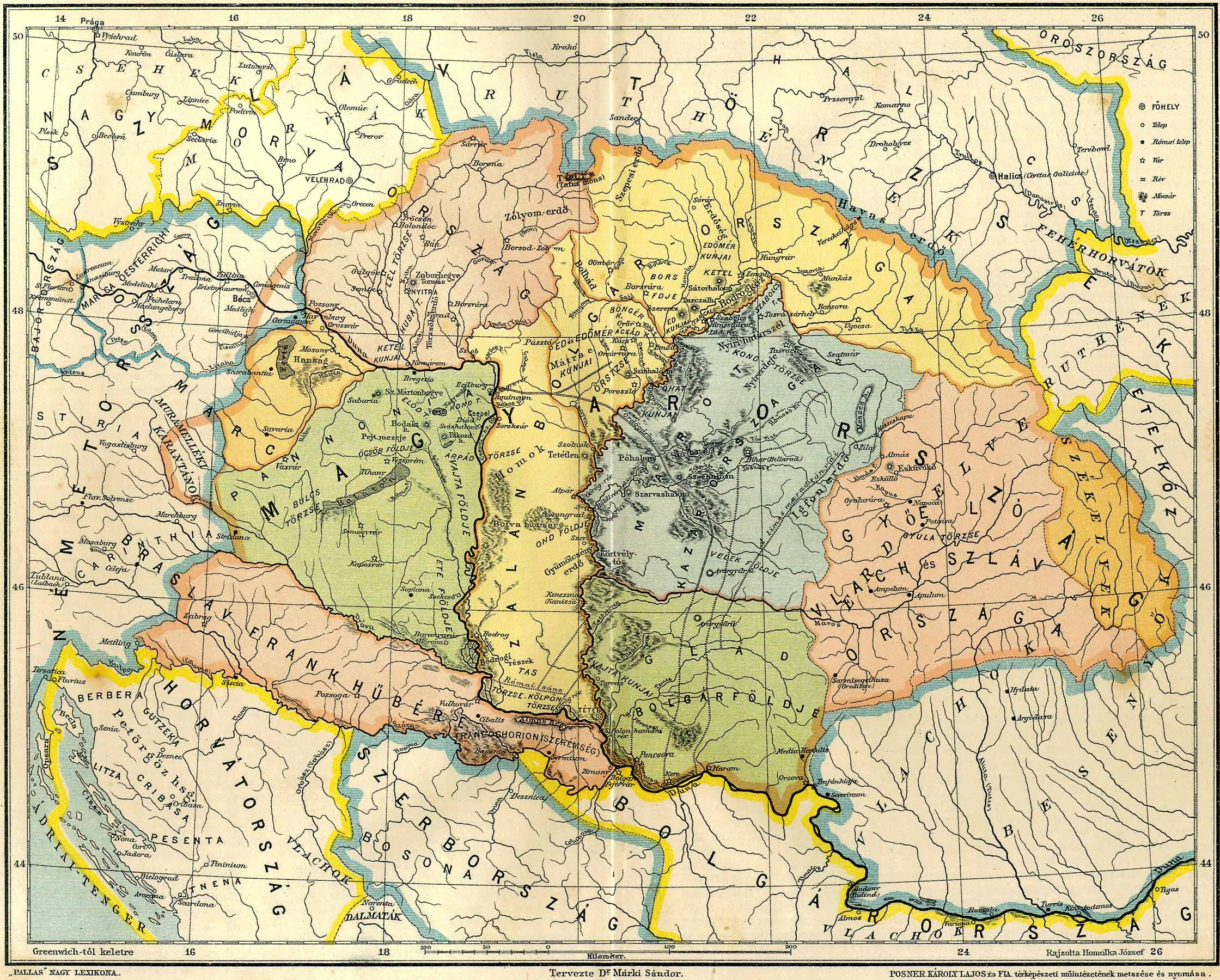
Una mappa che raffigura la pianura pannonica alla vigilia della conquista magiara secondo la narrazione delle Gesta Hungarorum

Le fonti a cavallo tra il IX e il X secolo menzionano più di una dozzina di personaggi che avevano avuto un ruolo importante nella storia della pianura pannonica al tempo della conquista ungara. L'anonimo, invece non cita nessuno di essi, non parlando mai, ad esempio, dell'imperatore Arnolfo di Carinzia, di Boris I di Bulgaria e di Svatopluk I di Moravia. D'altra parte, nessuna delle figure che l'anonimo elencava tra gli avversari della popolazione ungara erano state riferite da altre fonti, per esempio, il bulgaro Salan, il cazaro Menumorut e il valacco Gelou. Secondo Györffy, Engel e altri storici, l'anonimo inventò di sana pianta queste personalità o le elencò anacronisticamente tra gli oppositori dei suoi antenati. Martyn Rady e László Veszprémy descrivono esplicitamente le Gesta Hungarorum come un "'romanzo toponomastico', che cerca di spiegare i nomi dei luoghi facendo riferimento a eventi o persone immaginati, e viceversa". Ad esempio, Györffy scrive che la storia di Gelou era basata sulla conquista del regno di Gyula di Transilvania da parte di Stefano I d'Ungheria all'inizio dell'XI secolo, con il nome di Gelou ripreso dalla città di Gilău, dove, secondo il notaio di Béla III, perì in battaglia. Ancora, l'anonimo racconta del sovrano bulgaro Laborec, morto presso il fiume omonimo, e il ceco Zubur, che si spense sul monte Zobor vicino a Nitra.
L'anonimo non allude alla celebre e decisiva vittoria degli ungari sulle forze congiunte del Ducato di Baviera nella battaglia di Pressburg nel 907, lasciandosi invece travolgere dalla descrizione di schermaglie sconosciute tratte da altre opere. A giudizio di Győrffy, pare che i toponimi siano stati assegnati ai luoghi di cui si parla dopo lo svolgimento di questi fantomatici scontri bellici. Ad esempio, nelle Gesta Hungarorum si riferisce di una lotta tra i bizantini e gli ungari presso un guado lungo il fiume Tibisco, il quale in seguito a questo evento fu battezzato, secondo l'anonimo, come "guado dei Greci", malgrado abbia ricevuto questa denominazione dopo che le sue rendite furono concesse al monastero greco ortodosso di Sremska Mitrovica nel XII secolo.
Le fonti della fine del IX secolo menzionano gli avari, i bavaresi, i gepidi, i moravi, i bulgari e gli slavi del Danubio tra i popoli che abitavano la pianura pannonica. Dei primi quattro non vi è invece traccia nelle Gesta Hungarorum, malgrado si citino i cechi, i greci, i cazari, i "pastori dei Romani" (forse discendenti delle vecchie province romane della Macedonia, della Pannonia, della Dalmazia e della Frigia), i siculi e i valacchi, oltre ai bulgari e agli slavi. Secondo Györffy e Madgearu, l'anonimo potrebbe aver basato la sua lista di popoli sulla tradizione orale tramandata dagli slavi locali e attestata all'inizio del XII secolo grazie alla Cronaca degli anni passati. Quest'ultima fonte descrive gli slavi come i primi coloni nel bacino carpatico e menziona della loro sottomissione ai "Volokhi" prima che arrivassero gli ungari a scacciarli. Stando a Györffy, Kristó e altri storici, l'anonimo aveva interpretato male la sua fonte quando aveva identificato i Volokhi con i valacchi, perché i Volokhi erano in realtà franchi che occupavano la Pannonia, almeno fino all'arrivo dei magiari. Tuttavia, Spinei, Pop e altri storici segnalano che la Cronaca degli anni passati conferma il rapporto dell'anonimo sulla lotta degli ungheresi contro i valacchi. Madgearu, che non associa i Volokhi ai valacchi, sottolinea che l'anonimo "non aveva interesse a inventare la presenza dei [Valacchi] in Transilvania nel X secolo, perché se [questi] fossero davvero giunti lì nel XII secolo, i suoi lettori non avrebbero creduto a questa tesi". Györffy afferma che i valacchi, i cumani, i cechi e altri popoli, la cui presenza nel bacino dei Carpazi della fine del IX secolo non può essere dimostrata sulla base su fonti dello stesso periodo, riflette la situazione della fine del Duecento.

## Ricezione ed edizioni

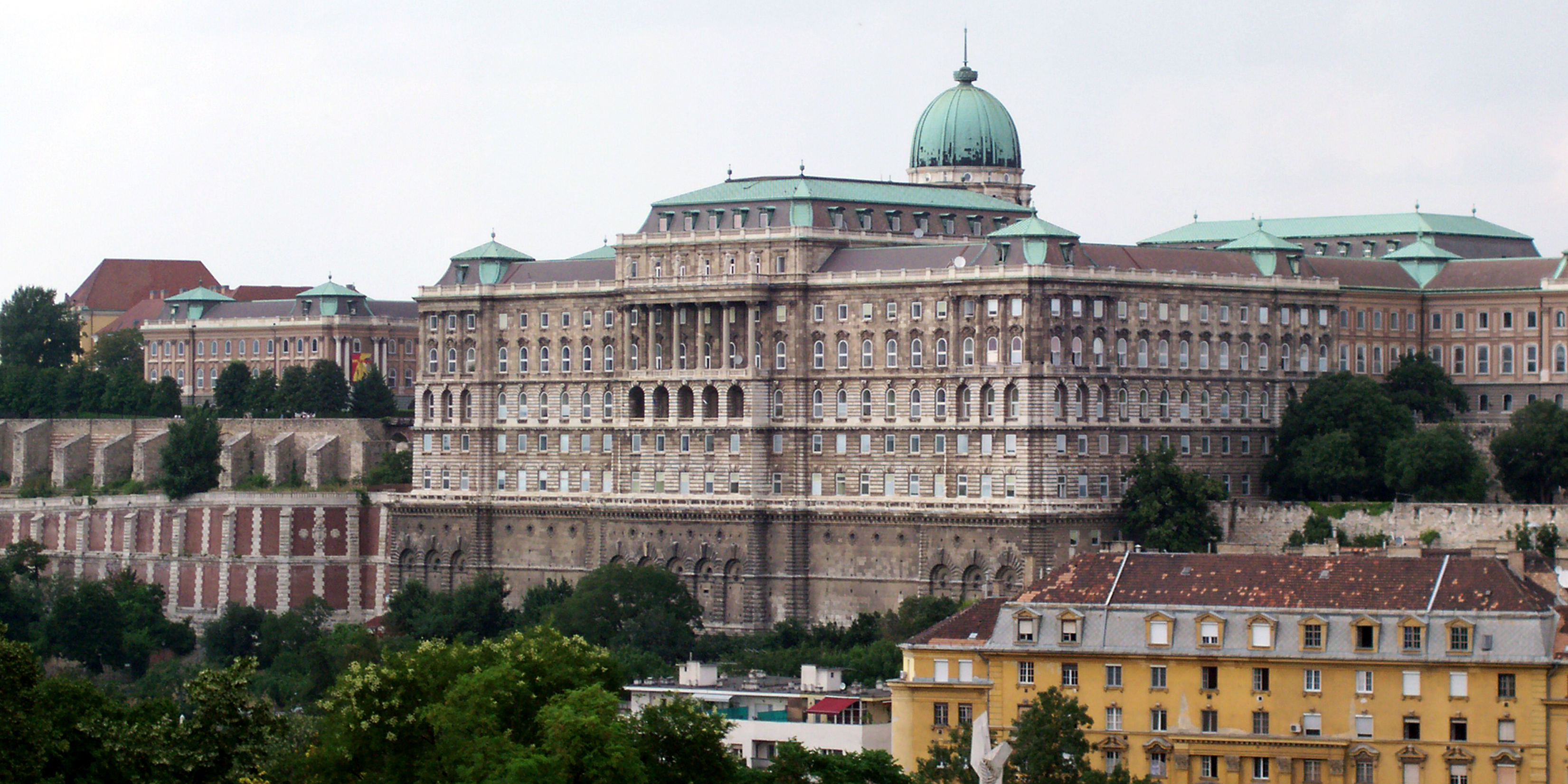
La biblioteca nazionale Széchényi di Budapest, dove è conservata il manoscritto delle Gesta Hungarorum sopravvissuto

L'esistenza di un unico manoscritto delle Gesta Hungarorum mostra che la cronaca "non si rivelò assai popolare né durante la vita dell'autore né nei secoli successivi", secondo lo storico Florin Curta. Ad esempio, il contemporaneo del XIII secolo Frate Giuliano e i suoi fratelli domenicani preferirono studiare un'opera realizzata un secolo prima (Le gesta dei cristiani ungheresi) anziché la fatica dell'anonimo prima di partire per l'antica patria dei magiari nei primi anni 1230. Le cronache successive non si servirono delle Gesta, lasciando intuire, per Gyula Kristó, che i contemporanei del notaio di Béla III sapevano che aveva inventato la maggior parte dei dettagli del suo racconto.
Le Gesta furono pubblicate per la prima volta come primo volume della serie Scriptures rerum Hungaricarum nel 1746 da Johann Georg von Schwandtner. Matej Bel si preoccupò di scrivere una prefazione a questa prima edizione. I professori dell'Università di Halle e di Göttingen sollevarono subito dei dubbi sull'attendibilità dei contenuti delle Gesta, sottolineando, ad esempio, la descrizione anacronistica dei principati della Rus'. Lo studioso slovacco Juraj Sklenár bocciò la genuinità del lavoro dell'anonimo negli anni 1780, essenzialmente sulla base della mancata citazione nell'opera della Grande Moravia e del fantasioso assoggettamento avvenuto grazie alla guerra di alcuni territori dell'Europa centrale, una carenza questa assolutamente ingiustificabile in caso di corretta conoscenza degli eventi.
Nel richiedere l'emancipazione dei rumeni di Transilvania alla fine del XVIII secolo, gli autori del Supplex Libellus Valachorum si riferivano all'opera dell'anonimo. I tre eroi descritti dall'autore basso-medievale (Gelou, Glad e Menumorut) svolgono un ruolo preminente nella storiografia rumena. Questa ha sempre presentato tali personaggi come sovrani rumeni la cui presenza nelle Gesta dimostra l'esistenza di politiche rumene indipendenti nel territorio dell'attuale Romania al tempo della conquista ungherese. Il governo di Bucarest pubblicò altresì una pagina pubblicitaria sull'affidabilità del riferimento dell'anonimo ai rumeni sul Times nel 1987.
La visione degli storici moderni sulle Gesta Hungarorum è contrastante: mentre alcuni la considerano una fonte attendibile, altri guardano con sospetto alle informazioni in esse presenti. Alexandru Madgearu, che ha pubblicato una monografia sullo scritto dell'età di mezzo, ha concluso che "l'analisi di diversi frammenti" delle Gesta Hungarorum "ha dimostrato che questo lavoro è generalmente credibile, anche se ignora eventi e personaggi importanti e anche se compie degli errori cronologici". Secondo Neagu Djuvara, l'accuratezza fattuale dell'opera dell'anonimo è probabilmente elevata, perché si tratta della prima cronaca ungherese nota e si basa su lavori magiari ancora più antichi. D'altra parte, Carlile Aylmer Macartney ha descritto il lavoro dell'autore come "il più famoso, il più oscuro, il più esasperante e il più fuorviante di tutti i più antichi testi ungheresi" nel suo testo incentrato sugli storici magiari medievali. Paul Robert Magocsi, dal canto suo ha considerato le Gesta un'opera di sicuro inaffidabile. Dennis Deletant aderisce a quel filone storiografico che vorrebbe la cronaca come un lavoro dalla discutibile affidabilità, ma afferma categoricamente che i romeni avevano un'identità ben precisa e che erano presenti in Transilvania prima dell'arrivo degli ungheresi.

### Fonti primarie
- Anonimo notaio di re Béla, Gesta Hungarorum, traduzione di Martyn Rady e László Veszprémy, CEU Press, 2010, ISBN 978-963-9776-95-1.
- (LA) Regino di Prüm, Chronicon cum continuatione Treverenst, 1978.
- Dezső Dercsényi (a cura di), Chronica Picta, Corvina, Taplinger Publishing, 1970, ISBN 0-8008-4015-1.

### Fonti secondarie
- (RO) Adolf Armbruster, Romanitatea românilor: Istoria unei idei [La Romanità dei Rumeni: La Storia di un'Idea], Romanian Academy Publishing House, 1972.
- (EN) Nora Berend, Przemyslaw Urbańczyk e Przemyslaw Wiszewski, Central Europe in the High Middle Ages: Bohemia, Hungary and Poland, c.900–c.1300, Cambridge University Press, 2013, ISBN 978-05-21-78156-5.
- (EN) Lucian Boia, History and Myth in Romanian Consciousness, Central European University Press, 2001, ISBN 963-9116-96-3.
- (EN) Florin Curta, Southeastern Europe in the Middle Ages, 500-1250, Cambridge, Cambridge University Press, 2006, ISBN 978-0-511-81563-8.
- (RO) Neagu Djuvara, O scurtǎ istorie a românilor povestitǎ celor tineri [Una breve storia dei rumeni raccontata ai giovani], Istros, 2003.
- (EN) Pál Engel, The Realm of St Stephen: A History of Medieval Hungary, 895-1526, I.B. Tauris Publishers, 2001, ISBN 1-86064-061-3.
- (EN) Vlad Georgescu, The Romanians: A History, Ohio State University Press, 1991, ISBN 0-8142-0511-9.
- (HU) György Györffy, Anonymus: Rejtély vagy történeti forrás [Anonimo: Un Enigma o una Fonte storica], Akadémiai Kiadó, 1988, ISBN 963-05-4868-2.
- (HU) Gyula Kristó, Pál Engel e Ferenc Makk, Anonymus, in Korai magyar történeti lexikon (9–14. század) [Enciclopedia dell'Antica Storia Ungherese (IX–XIV secolo)], Akadémiai Kiadó, 1994,  pp. 50-51, ISBN 963-05-6722-9.
- (HU) Gyula Kristó, Tanulmányok az Árpád-korról, 14. fejezet: Szempontok Anonymus gestájának megítéléséhez [Scritti sull'epoca degli Arpadi, Capitolo 14: Opinioni sulla Valutazione delle Gesta dell'Anonimo], Magvető Könyvkiadó, 1983, ISBN 963-271-890-9.
- (HU) Gyula Kristó, Magyar historiográfia I.: Történetírás a középkori Magyarországon [Storiografia Ungherese, Volume I: Storia Medievale dell'Ungheria], Osiris, 2002, ISBN 963-389-261-9.
- (EN) C.A. Macartney, The Medieval Hungarian Historians: A Critical & Analytical Guide, Cambridge University Press, ISBN 978-0-521-08051-4.
- (EN) Alexandru Madgearu, The Romanians in the Anonymous Gesta Hungarorum: Truth and Fiction, Romanian Cultural Institute, Center for Transylvanian Studies, 2005, ISBN 973-7784-01-4.
- (EN) Paul Robert Magocsi e Ivan Pop, The Shaping of a National Identity: Subcarpathian Rus', 1848-1948, Harvard University Press, 1978, ISBN 0-674-80579-8.
- (EN) Paul Robert Magocsi e Ivan Pop, Encyclopedia of Rusyn History and Culture, University of Toronto Press, 2002, ISBN 0-8020-3566-3.
- (EN) Ioan-Aurel Pop, De manibus Valachorum scismaticorum...": Romanians and Power in the Mediaeval Kingdom of Hungary: The Thirteenth and Fourteenth Centuries, Peter Lang, 2013, ISBN 978-3-631-64866-7.
- (EN) Martin Rady, The Gesta Hungarorum of Anonymus, the Anonymous Notary of King Béla: A Translation (PDF), in The Slavonic and East European Review, vol. 87, n. 4, Modern Humanities Research Association, ottobre 2009.
- (EN) Martyn Rady e László Veszprémy, Introduction, in Anonymus and Master Roger, CEU Press, 2010,  pp. XVII-XXXVIII, ISBN 978-963-9776-95-1.
- (EN) Silviu Oța, The Mortuary Archaeology of Medieval Banat, Brill, 2014, ISBN 978-90-04-21438-5.
- (EN) András Róna-Tas, Hungarians and Europe in the Early Middle Ages: An Introduction to Early Hungarian History, CEU Press, 1999, ISBN 978-963-9116-48-1.
- (EN) Karel Sklenář, Archaeology in Central Europe: The First 500 Years, Leicester University Press, 1983, ISBN 978-07-18-51204-0.
- (EN) Victor Spinei, The Romanians and the Turkic Nomads North of the Danube Delta from the Tenth to the Mid-Thirteenth Century, Brill, 2009, ISBN 978-90-04-17536-5.
- (HU) Gábor Thoroczkay, Írások az Árpád-korról: Történeti és historiográfiai tanulmányok, 7. fejezet: Anonymusról - röviden [Scritti sull'epoca degli Arpadi: studi storici e storiografici, capitolo 7: sull'Anonimo - in breve], L'Harmattan, 2009, ISBN 978-963-236-165-9.
- (RO) Ion Ţurcanu, Istoria românilor [Storia dei rumeni], Istros, 2007, ISBN 978-973-1871-02-8.